# Glória do Goitá
Glória do Goitá est une municipalité brésilienne située dans l'État du Pernambouc.